# Ramal ferroviario Berazategui-Bosques
El Ramal Berazategui-Bosques, apodado comúnmente como Vía circuito y oficialmente ramal R49 pertenece al Ferrocarril General Roca, Argentina.

## Servicios
Actualmente la empresa estatal Trenes Argentinos Operaciones opera los servicios Vía Circuito por este ramal, abasteciendo los partidos de Florencio Varela y Berazategui. El 12 de octubre de 2018 volvió a funcionar el servicio vía circuito, esta vez con trenes eléctricos. 

## Combinaciones con otras líneas
- Estación Berazategui: eléctrico a La Plata/Constitución
- Estación Bosques: eléctrico a Constitución y diésel a Gutiérrez

## Estaciones
| Estación     | Km. * | Andenes | Distrito                    | Notas                                                                                  |
| ------------ | ----- | ------- | --------------------------- | -------------------------------------------------------------------------------------- |
| Berazategui  | 23.8  | 3       | Partido de Berazategui      | Combinación con Ramal a La Plata                                                       |
| Villa España | 25.6  | 2       | Partido de Berazategui      |                                                                                        |
| Ranelagh     | 27.4  | 2       | Partido de Berazategui      |                                                                                        |
| Sourigues    | 29.6  | 2       | Partido de Berazategui      | Proximidad con Camino General Belgrano (RP14)                                          |
| Bosques      | 33.5  | 3       | Partido de Florencio Varela | Cabecera intermedia y del ramal a Juan M. Gutiérrez. Proximidad con Ruta Provincial 36 |

*: Desde Estación Constitución vía Quilmes.